# 角南果帆
角南 果帆（すなみ かほ、1993年1月5日 - ）は、岡山県倉敷市出身の元ハンドボール選手。
実姉は同じく元ハンドボール選手の角南唯、角南涼（双子の姉妹）。

## 経歴
2015年に日本ハンドボールリーグの三重バイオレットアイリスへ加入。背番号は「11」。
2016年には第24回世界学生選手権（スペイン）の日本代表U-24に選出され、7月には日本代表に選出された。
2016-17年シーズンは背番号を「9」へ変更。シーズン終了後の2017年4月24日に退団を発表した。
2017年10月16日にソニーセミコンダクタマニュファクチャリングへ移籍。背番号は「19」。
2018-19年シーズンから背番号を「24」へ変更。同シーズンは初のベストセブン賞を受賞した。
2021年には、日本代表として東京オリンピック2020に出場。
2023年10月17日、選手引退。

## 詳細情報

### 年度別成績
| 年       | チーム   | 試合 | フィールド 得点 | 率   | 7m  | 合計    | 警告 | 退場 | 失格 |
| -------- | -------- | ---- | --------------- | ---- | --- | ------- | ---- | ---- | ---- |
| 2015-16  | MVI      | 12   | 15/38           | .395 | 0/0 | 15/38   | 3    | 3    | 0    |
| 2016-17  | MVI      | 18   | 34/48           | .708 | 0/0 | 34/48   | 4    | 6    | 0    |
| 2017-18  | ソニー   | 16   | 35/45           | .778 | 0/0 | 35/45   | 6    | 4    | 0    |
| 2018-19  | ソニー   | 24   | 66/97           | .680 | 0/0 | 66/97   | 5    | 8    | 0    |
| 2019-20  | ソニー   | 16   | 39/67           | .582 | 0/0 | 39/67   | 3    | 9    | 0    |
| 2020-21  | ソニー   | 14   | 40/64           | .625 | 0/0 | 40/64   | 1    | 5    | 0    |
| 2021-22  | ソニー   | 14   | 49/64           | .766 | 0/0 | 49/64   | 1    | 6    | 0    |
| 2022-23  | ソニー   | 18   | 52/72           | .722 | 0/0 | 52/72   | 1    | 4    | 0    |
| JHL：8年 | JHL：8年 | 132  | 330/495         | .667 | 0/0 | 330/495 | 24   | 45   | 0    |

- 各年度の太字はリーグ最高

### JHLプレーオフ
| 年      | チーム | 試合                                     | フィールド 得点 | 率    | 7m  | 合計 | 警告 | 退場 | 失格 |
| ------- | ------ | ---------------------------------------- | --------------- | ----- | --- | ---- | ---- | ---- | ---- |
| 2016-17 | MVI    | 北國銀行戦 (準決勝)                      | 3/6             | .500  | 0/0 | 3/6  | 0    | 0    | 0    |
| 2017-18 | ソニー | 三重バイオレットアイリス戦 (1stステージ) | 4/4             | 1.000 | 0/0 | 4/4  | 0    | 0    | 0    |

### タイトル・表彰

#### 日本ハンドボールリーグ
- ベストセブン賞：2回 (2018, 2019年)

### 記録

#### 日本ハンドボールリーグ
- フィールドゴール初得点：2016年1月9日、対オムロン戦（水俣市立総合体育館）[10]
- リーグ通算100得点：2018年11月3日、対北國銀行戦（小松総合体育館）
- リーグ通算200得点：2020年10月10日、対飛騨高山ブラックブルズ戦（霧島市国分体育館）[11]
- リーグ通算300得点：2022年10月29日、対イズミメイプルレッズ戦（霧島市国分体育館）[12]

### 背番号
- 11 (2015年 - 2016年)
- 9 (2016年 - 2017年)
- 19 (2017年 - 2018年)
- 24 (2018年 - 2023年)　※日本代表では３

## 代表歴

### 日本代表
- 世界選手権 (2017年)
- アジア選手権 (2017年・2018年)
- アジア競技大会 (2018年)
- ジャパンカップ (2018年・2019年)
- ヒロシマ国際大会 (2016年)
- 日韓定期戦 (2018年・2019年)
- おりひめJAPAN トライアルゲームズ (2018年)
- 欧州遠征 (2019年)
- 世界女子選手権（2019年、熊本）
- 東京オリンピック2020（2021年）

#### 大会別成績
| 年     | 大会       | 対戦国                  | フィールド 得点 | 率    | 7m  | 合計 | 警告 | 退場 | 失格 |
| ------ | ---------- | ----------------------- | --------------- | ----- | --- | ---- | ---- | ---- | ---- |
| 2017年 | 世界選手権 | ブラジル戦 (予選)       | 1/1             | 1.000 | 0/0 | 1/1  | 0    | 0    | 0    |
| 2017年 | 世界選手権 | デンマーク戦 (予選)     | 0/1             | .000  | 0/0 | 0/1  | 0    | 0    | 0    |
| 2017年 | 世界選手権 | モンテネグロ戦 (予選)   | 0/0             | -     | 0/0 | 0/0  | 0    | 0    | 0    |
| 2017年 | 世界選手権 | ロシア戦 (予選)         | 0/0             | -     | 0/0 | 0/0  | 0    | 1    | 0    |
| 2017年 | 世界選手権 | チュニジア戦 (予選)     | 2/2             | 1.000 | 0/0 | 2/2  | 0    | 0    | 0    |
| 2017年 | 世界選手権 | オランダ戦 (決勝T1回戦) | 1/1             | 1.000 | 0/0 | 1/1  | 0    | 2    | 0    |

### 日本代表U-24
- 世界学生選手権 (2016年)